# راک‌استار (ترانه پست مالون)
«راک‌استار» (به انگلیسی: Rockstar) ترانه‌ای از خواننده و رپر اهل ایالات متحده آمریکا پست مالون با همراهی خواننده و رپر اهل آتلانتا ۲۱ سویج است. این ترانه در ۱۵ سپتامبر ۲۰۱۷ به‌عنوان تک‌آهنگ لید دومین آلبوم استودیویی پست مالون بیربانگز اند بنتلیز (۲۰۱۸) توسط ریپابلیک رکوردز منتشر شد.
این ترانه در جدول فروش ۱۰۰ آهنگ داغ بیلبورد ایالات متحده و در چندین کشور دیگر از جمله استرالیا، کانادا، پرتغال، ایرلند، نیوزیلند، سوئد، نروژ، فنلاند، دانمارک و انگلستان به رتبه ۱ رسید. همچین این ترانه به نخستین رتبه یک مالون و ۲۱ سوج در کشورهای ذکر شده بود. این ترانه در شصت و یکمین مراسم جایزه گرمی نامزد دریاف جایزه ضبط سال و بهترین ملودیک اجرای رپ شد.